# Tyler Clementi
Tyler Clementi (Ridgewood, 19 de diciembre de 1991-Nueva York, 22 de septiembre de 2010) fue un estudiante de dieciocho años de la Universidad de Rutgers en el Municipio de Piscataway, Nueva Jersey, que se suicidó saltando desde el puente George Washington el 22 de septiembre de 2010. Esto ocurrió después de una relación sexual con un hombre en su dormitorio, que fue grabada y difundida por Internet sin su conocimiento. Su compañero de habitación Dharun Ravi filmó el video junto a Molly Wei; también se efectuó un segundo intento de grabación, sin éxito. Por esto, Ravi y Wei recibieron la acusación de violación del derecho a la intimidad.

## Antecedentes e incidentes
Clementi nació en Ridgewood, Nueva Jersey. Se graduó de Ridgewood High School y fue un talentoso violinista, que participó en la Orquesta Juvenil de Bergen como concertino y en la Orquesta Sinfónica de Ridgewood.
Clementi se había quejado a su asistente de enfermería y a otros dos funcionarios universitarios de que su compañero de habitación había espiado y grabado su vida sexual utilizando una cámara web.
Escribió múltiples mensajes donde indicó que no deseaba compartir la habitación con Ravi. Afirmó haberse acercado a la asistente de enfermería y pedir otra habitación después de enterarse de la primera violación a su privacidad.
Ravi publicó la relación sexual en Twitter y luego invitó a sus seguidores a ver un encuentro sexual por segunda vez. "La asistente de enfermería no parecía tomarlo en serio", escribió Clementi cerca de 15 horas antes de su salto desde el puente George Washington. La billetera de Clementi fue encontrada el 22 de septiembre en el paseo junto a los carriles del puente George Washington de Nueva York luego de que testigos dijeron haber visto saltar a alguien. Su coche, el teléfono móvil y un ordenador personal fueron encontrados cerca del puente. La policía recuperó un cuerpo el 29 de septiembre en el río Hudson, justo al norte del puente. Se confirmó al día siguiente que el cuerpo recuperado era el de Clementi.

### Cronología de los eventos
- 19 de septiembre Ravi (en la habitación de Wei) graba a escondidas la relación sexual y la publica en Twitter.[6]
- 21 de septiembre: Ravi graba a Clementi por segunda vez e invita a sus contactos de internet a ver la secuencia de vídeo.[6]
- 22 de septiembre: Clementi salta desde el puente de George Washington y muere.[5]
- 27 de septiembre: Wei se entrega a la policía y admite su responsabilidad.[7]
- 28 de septiembre: Ravi se entrega a la policía y queda en libertad bajo fianza. Wei y Ravi son acusados de delitos penales.[7]
- 29 septiembre: la policía recupera un cuerpo.[5]
- 30 de septiembre: La identidad del cuerpo se confirma como de Clementi.[5]
- 1 de octubre: estudiantes de la Universidad de Rutgers realizan un evento en memoria de Clementi.[8]

Si bien no se determinó si las acciones de Ravi fueron motivadas por la orientación sexual de Clementi, el caso ha sido considerado ilustrativo de suicidios entre los jóvenes LGBT en relación con el acoso gay. El Gay, Lesbian and Straight Education Network declaró que "se ha llamado la atención de los medios y esto ha aumentado la información alrededor de los suicidios en Nueva Jersey, Texas, California, Michigan y Minnesota." En particular, en el mismo mes, Asher Brown, de 13 años, Billy Lucas, de 15, Raymond Chase, de 19, y Walsh Seth, de 13 años, se suicidaron, en cada caso, al parecer debido a ser constantemente insultados por su homosexualidad.

## Fiscalía

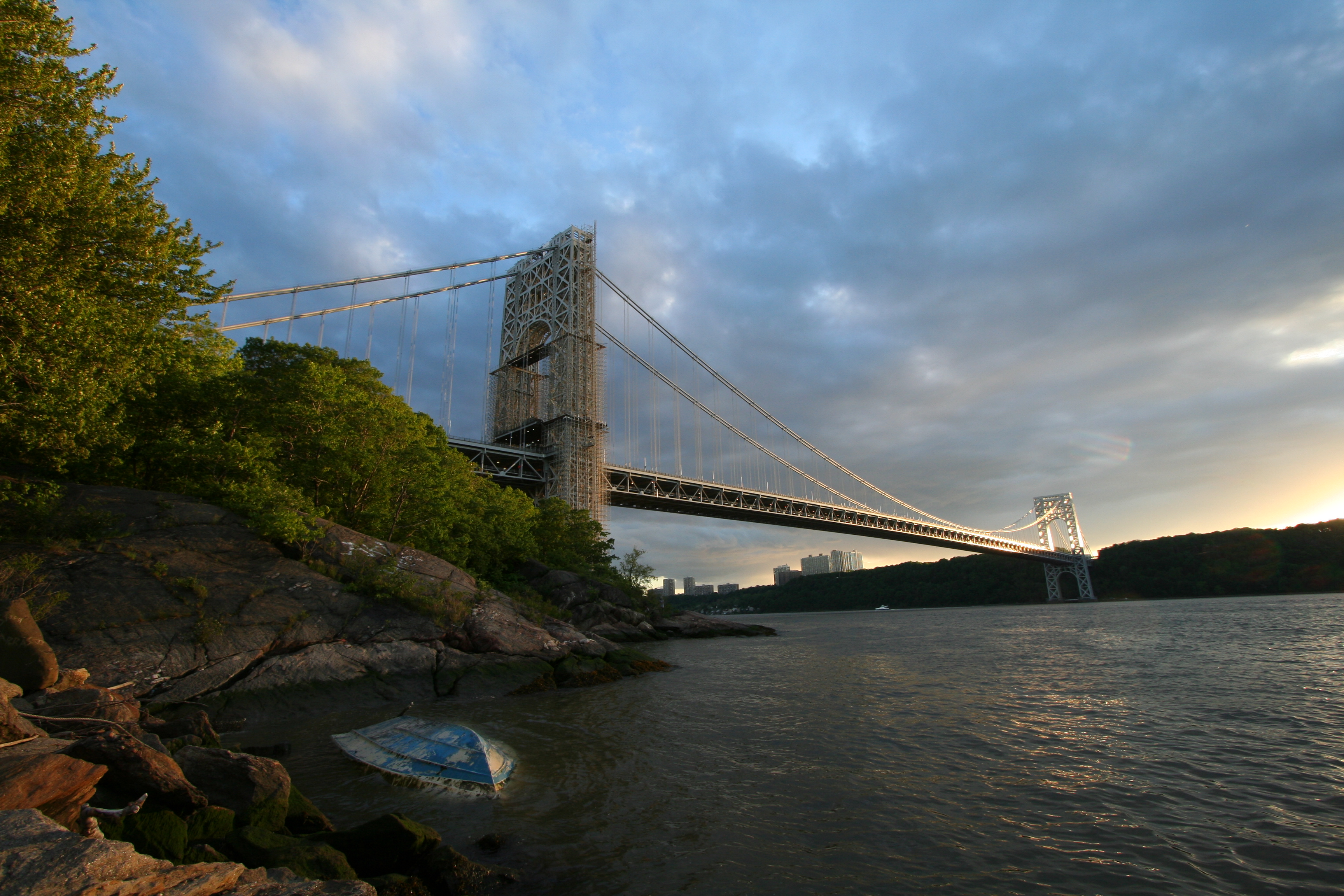
Tyler Clementi saltó del Puente George Washington y fue encontrado muerto en el Río Hudson.

El 28 de septiembre de 2010, la oficina del fiscal del Condado de Middlesex afirmó que Ravi y Wei había sido acusados de invasión de la privacidad y transmisión de un encuentro sexual por Internet en Piscataway cometido el 19 de septiembre. Ravi también fue acusado por los mismos cargos cometidos el 21 de septiembre.
Wei se entregó a la policía de Rutgers en Nuevo Brunswick el 27 de septiembre, y fue puesto en libertad el mismo día en su propio reconocimiento. Ravi se entregó a la policía de Rutgers el 28 de septiembre y fue puesto en libertad con una fianza de 25.000 dólares. Los fiscales consideraron la posibilidad de añadir cargos de intimidación, así, se vincularía a la invasión de privacidad y podría duplicar la potencial cantidad de tiempo en prisión para Ravi y Wei a 10 años.
Se trata de un delito de cuarto grado en Nueva Jersey el recoger o ver imágenes que muestren desnudos o contacto sexual con otra persona sin el consentimiento de esa persona, y es un crimen de tercer grado transmitir o distribuir tales imágenes. La pena por un delito de tercer grado puede incluir prisión de hasta cinco años. La grabación de un estudiante en la propiedad del campus de Rutgers sin su conocimiento es una violación del código de conducta de los estudiantes, y Ravi y Wei se enfrentaron a la posibilidad de expulsión.
El 4 de octubre, el fiscal del caso, Bruce Kaplan dijo que no creía que hubiera suficientes pruebas para acusar Ravi y Wei de un crimen de odio. El 5 de octubre, los abogados de Wei, Rubin Sinins y Kahn Eric, publicaron una declaración que afirmaba su inocencia. El exfiscal federal de Nueva Jersey, Henry Klingeman, comentó que "No hay evidencia de que la señorita Wei hiciera nada. Tengo curiosidad en cuanto a por qué el fiscal sostiene su responsabilidad en cualquier forma o manera, simplemente porque el señor Ravi estaba usando su computadora."
El 31 de octubre, fueron liberados por los equipos de defensa legal. Steve Altman, abogado de Ravi declaró que "Nada se transmitió más allá de un equipo y lo que fue visto solo fue una cuestión de segundos". Sinins Rubin, abogado de Wei, también dijo: "Estoy al tanto de ninguna evidencia de contacto sexual. El estatuto que define el contacto sexual se refiere a partes desnudas y privadas, y, que yo sepa, nada de eso fue visto. También soy consciente de que ninguna prueba en vídeo fue grabada, reproducida o difundida de cualquier manera."

## Reacción

### Gobierno
- El gobernador de Nueva Jersey, Chris Christie, dijo que el incidente fue una "tragedia indescriptible... No sé cómo estas dos personas van a dormir por la noche." Posteriormente, pidió una investigación exhaustiva, diciendo: "Bueno, en primer lugar, como el padre de un joven de 17 años de edad, no puedo imaginar lo que los padres sienten hoy día, no puedo."[19]
- Los representantes de la Asamblea General de Nueva Jersey Valerie Vainieri Huttle y Mary Pat Angelini hicieron una declaración conjunta diciendo que tenían la intención de introducir una ley bipartidista de "Declaración de Derechos anti-bullyng", en respuesta a estos acontecimientos.[20] En noviembre de 2010, un proyecto de ley anti- intimidación patrocinado por Huttle y otros se aprobó por una votación de 71-1 en la Asamblea de Nueva Jersey y una votación 30-0 en el Senado de Nueva Jersey.[21]
- El senador Frank Lautenberg de Nueva Jersey, dijo tener intención de proponer a la legislación federal para financiar programas de lucha contra el acoso y financiamiento a las escuelas que deseen recibir fondos federales para establecer procedimientos contra el acoso y los códigos de conducta.[22]
- El San Diego Unified School District Board of Education aprobó por unanimidad una resolución para proporcionar un ambiente seguro y la igualdad de oportunidades para las personas lesbianas, gais, bisexuales, transexuales y estudiantes acosados. "Tenemos la suerte de no haber tenido una situación así aquí en San Diego, pero no queremos tener que esperar (..) para tener una tragedia", declaró el presidente de la Junta de Educación de San Diego Richard Barrera.[23]

### Otros
- Estudiantes de la Universidad de Rutgers planearon un "viernes negro" de eventos para conmemorar y recordar a Tyler. El alcalde de Rutgers Richard McCormick señaló "Lloramos por él y por su familia, amigos y compañeros de clase, frente a la pérdida trágica de un joven talento..."[24][25]
- En las semanas siguientes al suicidio de Clementi, escuelas de toda el área en que vivió realizaron vigilias en su memoria. Los estudiantes de la Universidad de Hofstra se reunieron en una vigilia con velas,[26] y los estudiantes y el personal de Pascack Hills High School en el condado de Bergen, cerca de Ridgewood, donde vivió Clementi vistieron de luto, para llorar la muerte de Clementi.[27]
- Una conmemoración denominada "Día del Espíritu", se observó por primera vez el 20 de octubre de 2010, estableciendo que la gente usara el color morado en señal de apoyo a las víctimas de acoso entre los jóvenes LGBT. El suicidio de Clementi fue una inspiración directa para el establecimiento del "Día del Espíritu",[28][29]  y ese día recibió un amplio apoyo de GLAAD, celebridades de Hollywood[30] y más de 1,6 millones de usuarios de Facebook.[31][32]
- Ellen DeGeneres declaró que "estoy devastada por la muerte del joven de 18 años de edad, Tyler Clementi. Si usted no sabe, Tyler fue un estudiante brillante en la Universidad de Rutgers, cuya vida fue truncada sin sentido." Ella abogó a la juventud gay para encontrar ayuda en lugar de tomar su propia vida: "Hay que hacer algo. Solamente este mes, se ha producido un número impresionante de historias en las noticias sobre adolescentes que han sido objeto de burla y acoso, y luego se suicidaron... como Seth Walsh en Tehachapi, California de 13 años, Asher Brown, 13, de Cypress, Texas, y Lucas Billy de 15 años de edad en Greensberg, Nueva York. Esto debe ser una llamada de atención para todos: el acoso adolescente y la burla es una epidemia en este país, y la tasa de mortalidad está subiendo."[33]
- La Campaña de Derechos Humanos, una organización en defensa de los gais, dio a conocer un plan destinado a aumentar la conciencia sobre el suicidio gay y el acoso relacionado con ello en todo el país.[34]